# Världsmästerskapen i skidskytte 1974
De trettonde världsmästerskapen i skidskytte  genomfördes 1974 i Minsk i Sovjetunionen. En ny gren tillkom detta år - sprint 10 km - varigenom tre grenar genomfördes.
Till och med 1983 anordnades världsmästerskap i skidskytte endast för herrar.

## Resultat

### Sprint herrar 10 km
| Placering | Åkare             | Land        |
| --------- | ----------------- | ----------- |
| 1.        | Juhani Suutarinen | Finland     |
| 2.        | Günther Bartnick  | Östtyskland |
| 3.        | Torsten Wadman    | Sverige     |

### Distans herrar 20 km
| Placering | Åkare             | Land     |
| --------- | ----------------- | -------- |
| 1.        | Juhani Suutarinen | Finland  |
| 2.        | George Gimitsa    | Rumänien |
| 3.        | Tor Svendsberget  | Norge    |

### Stafett herrar 4 x 7,5 km
| Placering | Land          | Åkare                                                                   |
| --------- | ------------- | ----------------------------------------------------------------------- |
| 1.        | Sovjetunionen | Aleksandr Tichonov, Aleksandr Usjakov, Nikolaj Kruglov, Jurij Kolmakov, |
| 2.        | Finland       | Simo Halonen, Carl-Henrik Flöjt, Juhani Suutarinen, Heikki Ikola        |
| 3.        | Norge         | Kjeld Hovda, Kåre Hovda, Terje Hanssen, Tor Svendsberget                |

## Medaljfördelning
| Plats | Land          | Guld | Silver | Brons | Totalt |
| ----- | ------------- | ---- | ------ | ----- | ------ |
| 1     | Finland       | 2    | 1      | 0     | 3      |
| 2     | Sovjetunionen | 1    | 0      | 0     | 1      |
| 3     | Östtyskland   | 0    | 1      | 0     | 1      |
| 3     | Rumänien      | 0    | 1      | 0     | 1      |
| 5     | Norge         | 0    | 0      | 2     | 2      |
| 6     | Sverige       | 0    | 0      | 1     | 1      |